# Рогожани
Рогожа́ни — село в Україні, в Устилузькій міській територіальній громаді Володимирського району Волинської області.
Населення становить 398 осіб. Кількість дворів (квартир) — 114. З них 12 нових (після 1991 р.).

## Історія
У 1906 році село Хотячівської волості Володимир-Волинського повіту Волинської губернії. Відстань від повітового міста 19 верст, від волості 8. Дворів 43, мешканців 284.

## Сьогодення
В селі функціонує Свято-Преображенська православна церква Київського патріархату. Кількість прихожан — 215 осіб. Працює школа I ступеня на 50 місць, клуб, бібліотека, дитячий садок, фельдшерсько-акушерський пункт, відділення зв'язку, АТС на 50 номерів, 1 торговельний заклад. Проводять господарську діяльність підприємство з виробництва сільськогосподарської продукції та фермерське господарство, спеціалізація — рослинництво.
В селі доступні такі телеканали: УТ-1, 1+1, Інтер, Обласне телебачення.
Село газифіковане. Дорога з твердим покриттям в задовільному стані. Наявне постійне транспортне сполучення з районним та обласним центрами.
У серпні 2015 року село увійшло до складу новоствореної Устилузької міської громади.
12 червня 2020 року, відповідно до розпорядження Кабінету Міністрів України № 708-р «Про визначення адміністративних центрів та затвердження територій територіальних громад Волинської області», увійшло до складу Устилузької міської територіальної громади.
19 липня 2020 року, в результаті адміністративно-територіальної реформи та ліквідації  Володимир-Волинського району(1940—2020), село увійшло до новоутвореного Володимир-Волинського району (від 18 липня 2022 Володимирського).

## Населення
Згідно з переписом УРСР 1989 року чисельність наявного населення села становила 403 особи, з яких 189 чоловіків та 214 жінок.
За переписом населення України 2001 року в селі мешкала 401 особа.

### Мова
Розподіл населення за рідною мовою за даними перепису 2001 року:
| Мова       | Відсоток |
| ---------- | -------- |
| українська | 99,50 %  |
| російська  | 0,50 %   |

## Відомі жителі
- Шостакевич Роман Вячеславович, 20 грудня 1980. Загинув в Курській області [8].